# 9008 Bohšternberk
A 9008 Bohšternberk (ideiglenes jelöléssel 1984 BS) a Naprendszer kisbolygóövében található aszteroida. Antonín Mrkos fedezte fel 1984. január 27-én.